# آلونزو کانو
 آلونزو کانو (انگلیسی: Alonzo Cano؛ ۱۹ مارس ۱۶۰۱ – ۳ سپتامبر ۱۶۶۷) یک نقاش، معمار، و مجسمه‌ساز اهل اسپانیا بود.

## نگارخانه

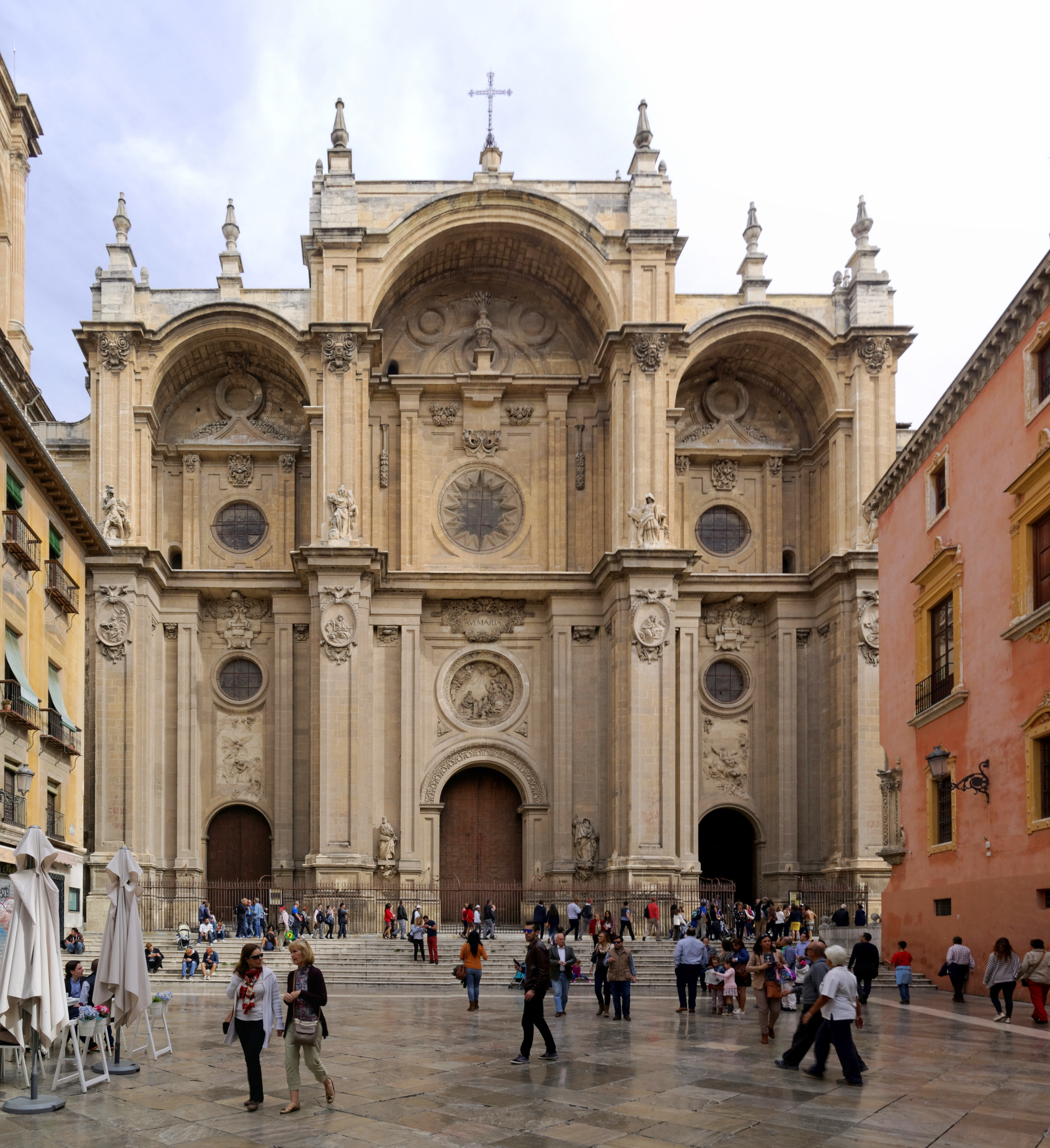
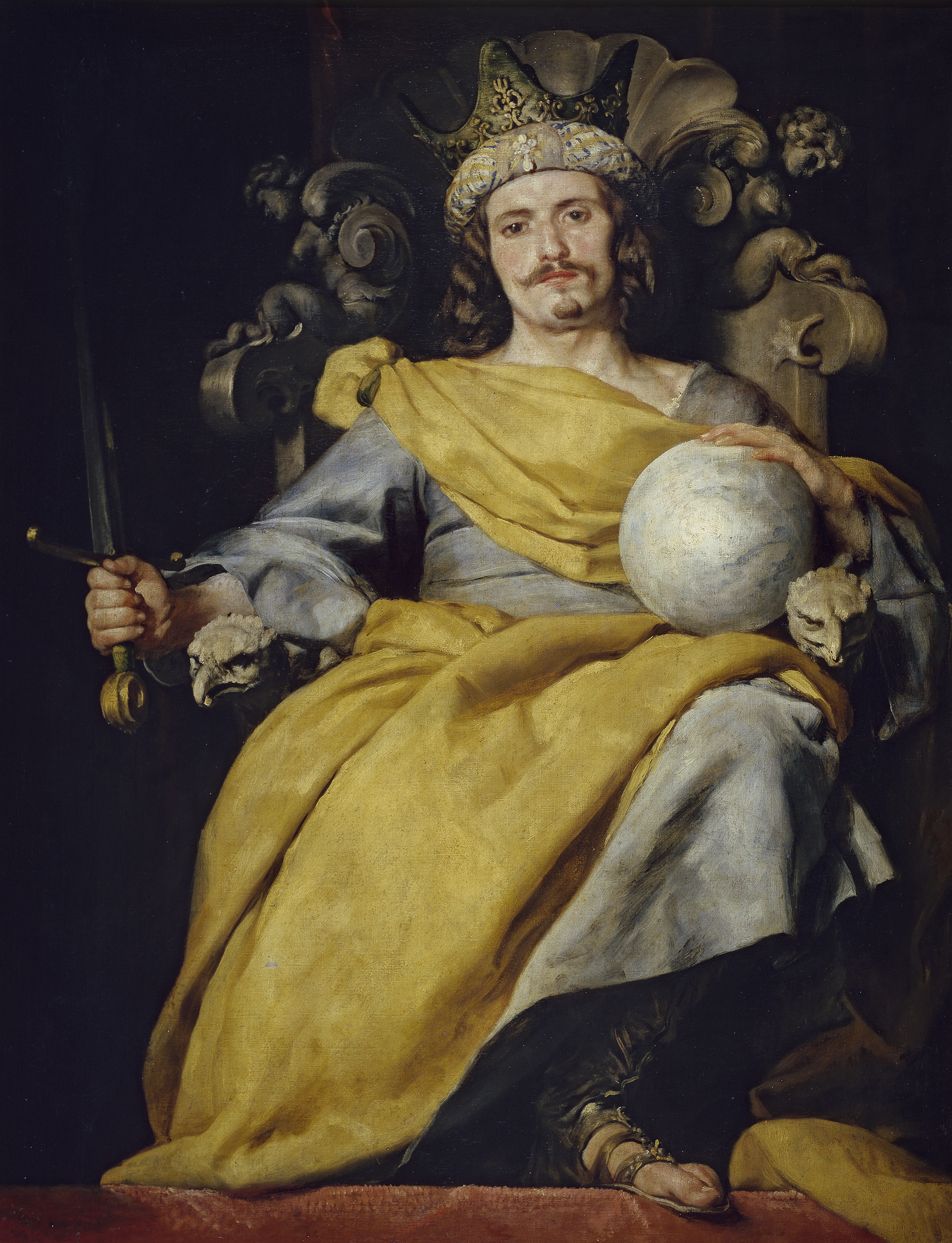
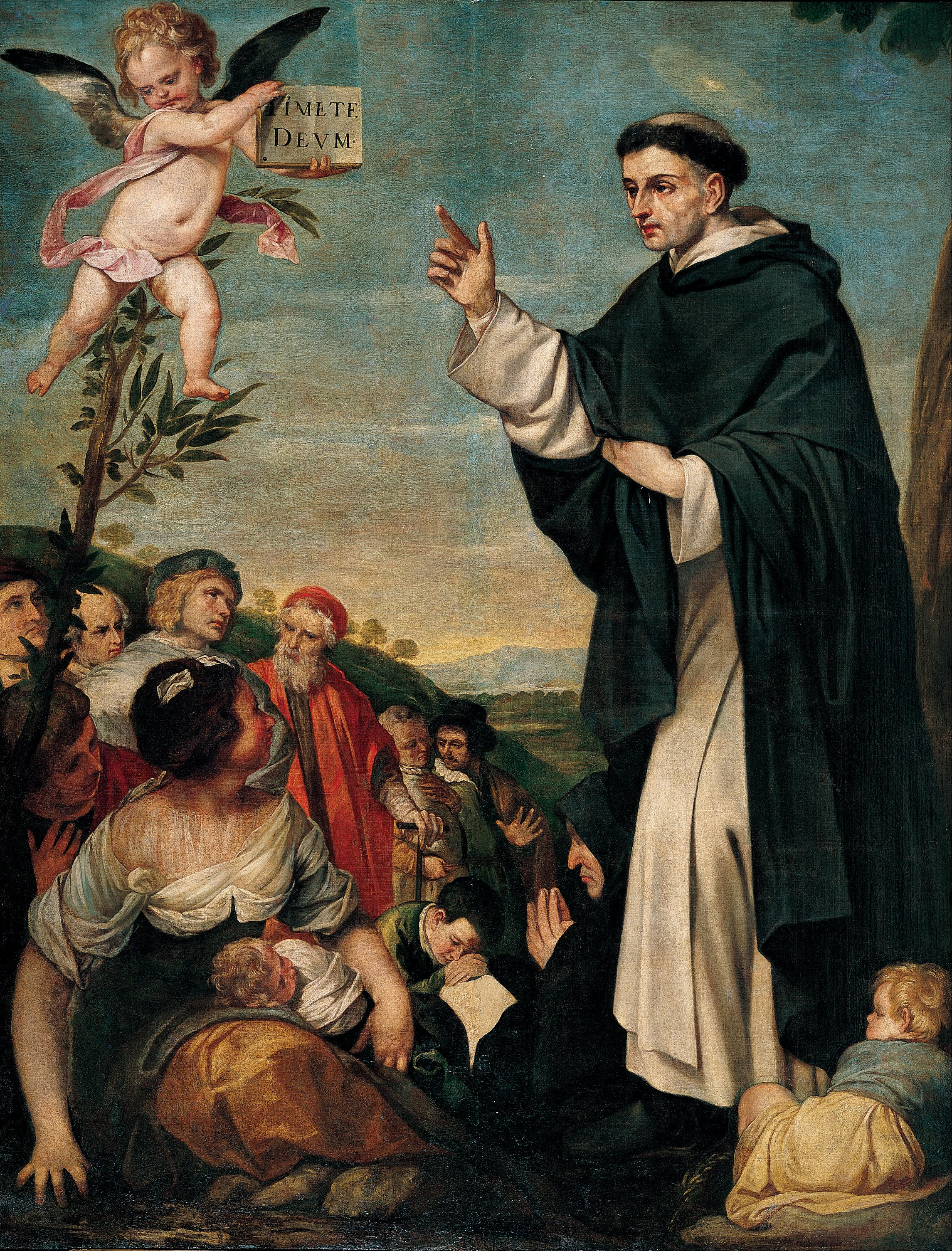
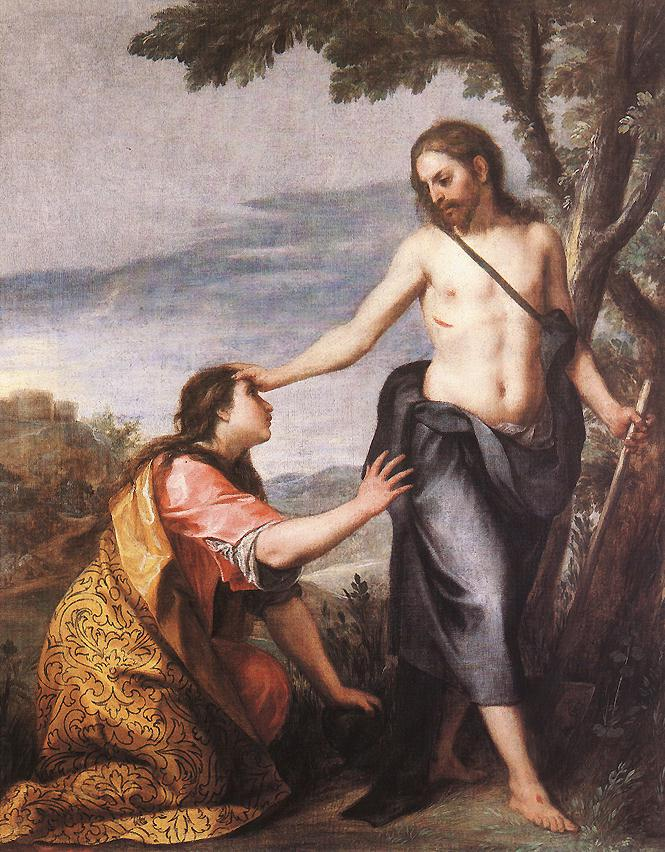
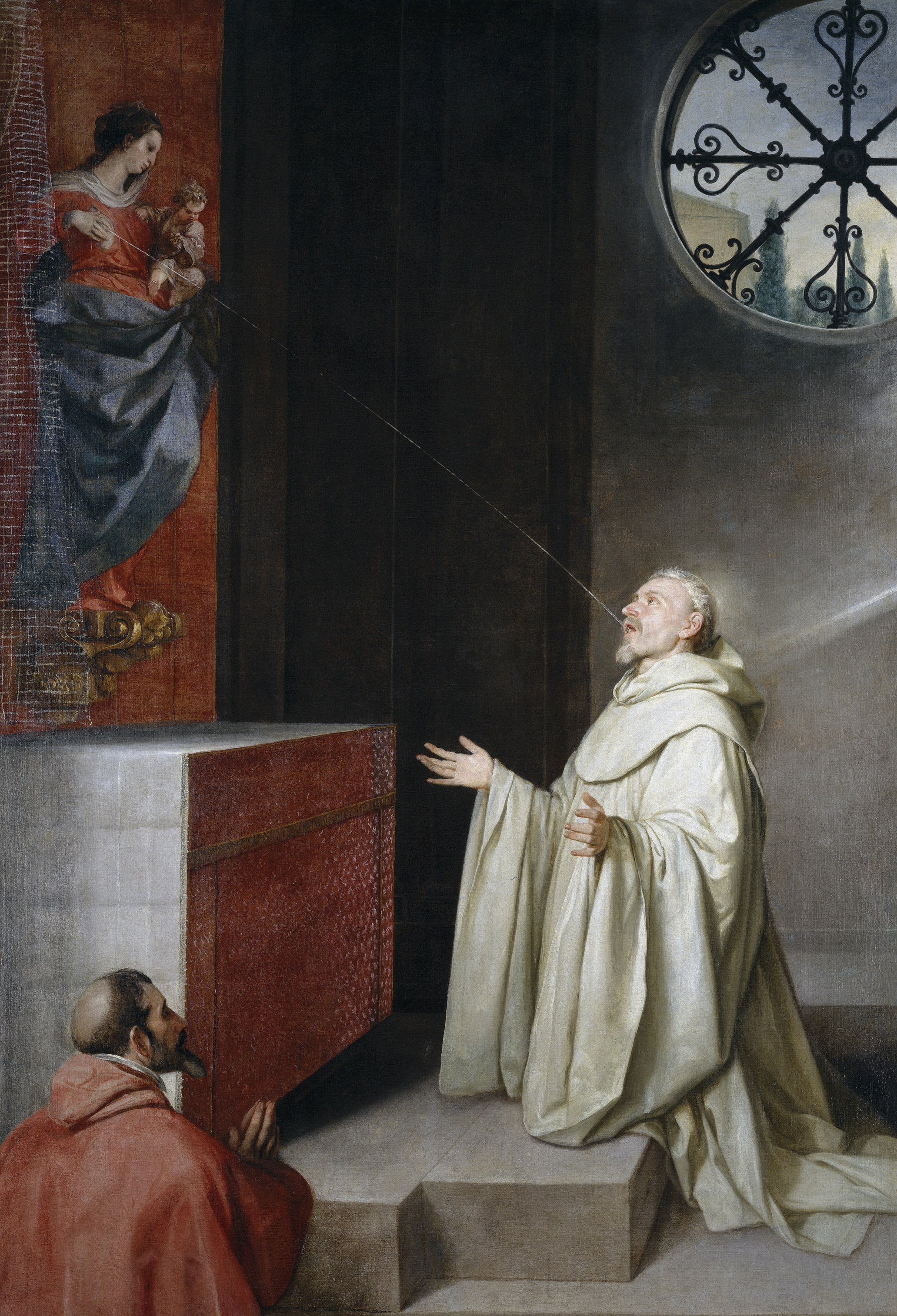
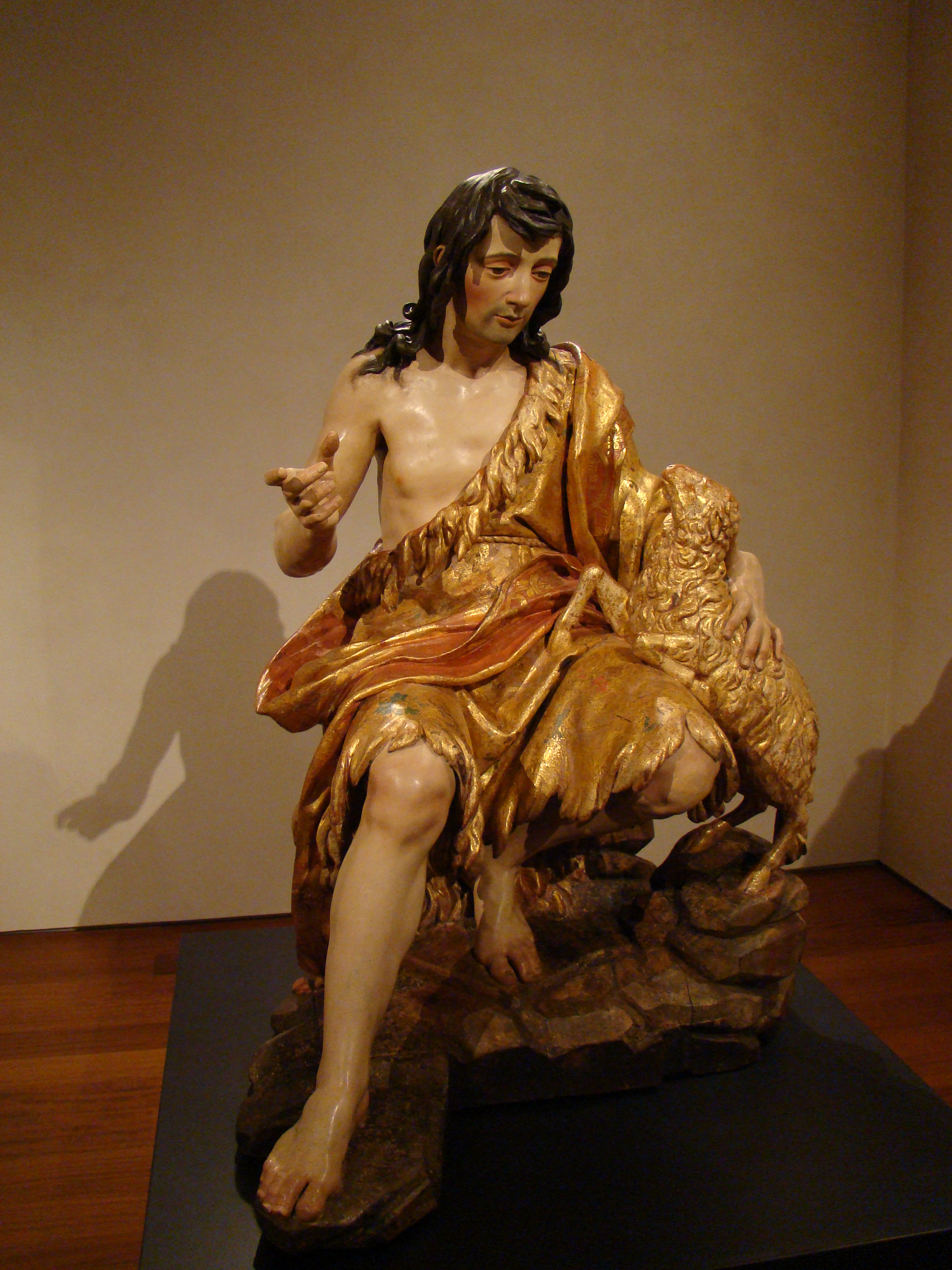